# Andreas Voßkuhle

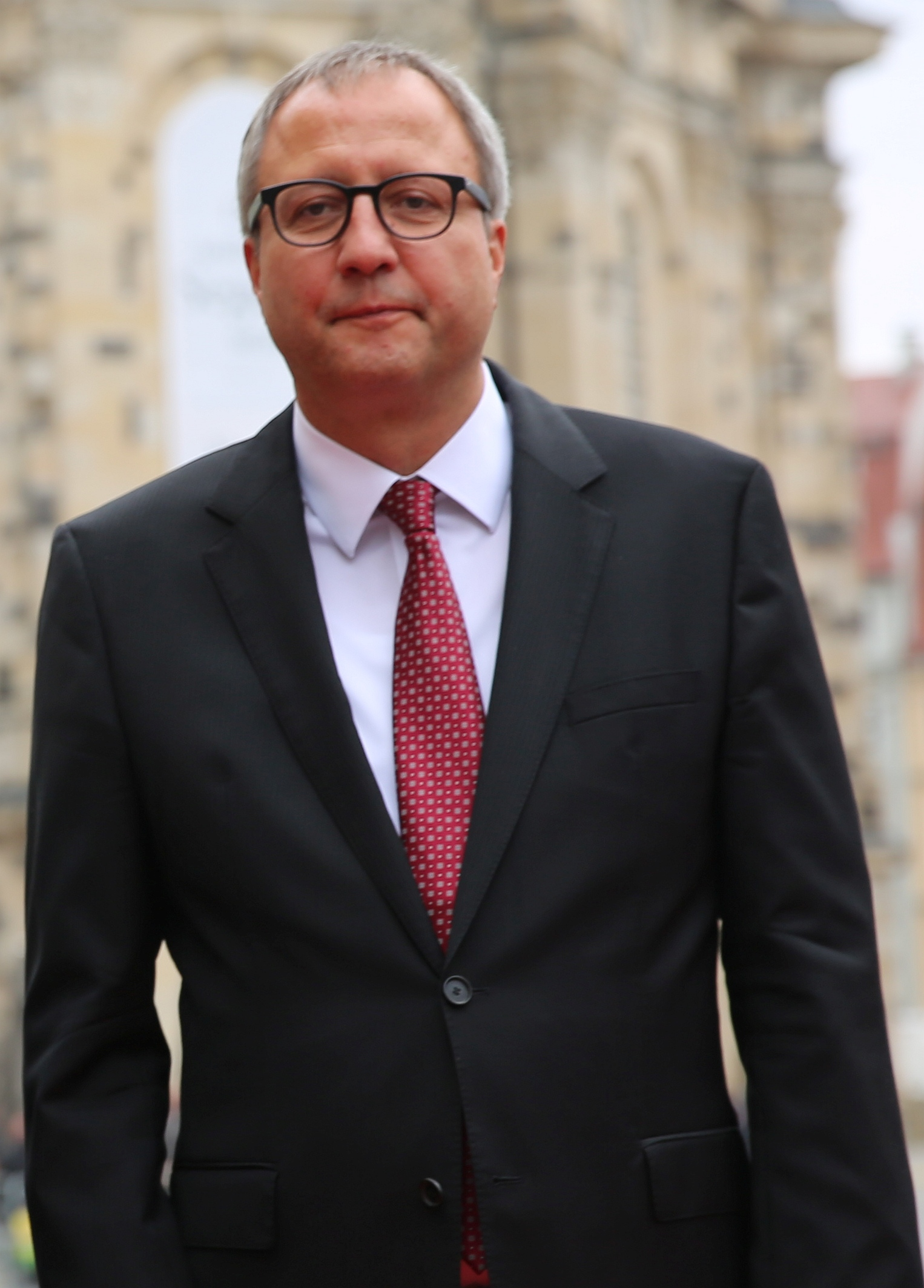
Andreas Voßkuhle (2016)

Andreas Voßkuhle (Detmold, Alemanha, 21 de dezembro de 1963) é um jurista alemão, presidente do Tribunal Constitucional Federal, sediado na cidade de Karlsruhe e ex-reitor da Albert-Ludwigs-Universidade de Freiburg im Breisgau.
Na sua qualidade de presidente do Tribunal Constitucional Federal, ele disse na imprensa alemã que a inscrição na Constituição dos "famigerados" 0,5% de défice do estado alemão necessita de uma revisão da constituição; e para isso, é necessário um referendo na Alemanha sobre esta matéria.
Numa entrevista com a revista de notícias Focus em novembro 2011, Andreas Voßkuhle considerou que utilizar o Facebook é uma «actividade de risco», devido à falta de protecção dos dados publicados no site pelos membros da rede social.